# Lostprophets
Lostprophets a fost o formație galeză de rock alternativ, metal alternativ, hard rock și nu metal. Membrii formației sunt:
- Ian Watkins
- Lee Gaze
- Mike Lewis
- Stuart Richardson
- Jamie Oliver
- Luke Johnson

## Discografie
- Thefakesoundofprogress (2000 / 2001)
- Start Something (2004)
- Liberation Transmission (2006)
- The Betrayed (2010)
- Weapons (2012)